# سفارة كندا في الإمارات العربية المتحدة
سفارة كندا في الإمارات العربية المتحدة هي أرفع تمثيل دبلوماسي لدولة كندا لدى الإمارات العربية المتحدة. تقع السفارة في أبو ظبي وهي تهدف لتعزيز المصالح الكندية في الإمارات العربية المتحدة.

## وصلات خارجية
- قائمة سفارات كندا
- قائمة السفارات في الإمارات العربية المتحدة